# نوکیا ۳۶۰۰
نوکیا ۳۶۰۰ یک‌نمونه از گوشی‌های تلفن همراه سری ۳۰۰۰ شرکت نوکیا می‌باشد که توسط همین شرکت به بازار عرضه شده است. گوشی‌های مشابه آن عبارتند از: نوکیا ۳۶۲۰، نوکیا ۳۶۵۰ و نوکیا ۳۶۶۰.